# Остерија (Анкона)
Остерија је насеље у Италији у округу Анкона, региону Марке.
Према процени из 2011. у насељу је живело 1144 становника. Насеље се налази на надморској висини од 138 м.